# Wedge Tomb von Mountdrum
Das Wedge Tomb von Mountdrum (auch als „Giant’s Grave“ bekannt) liegt im Townland Mountdrum nahe dem Ort Lisbellaw, östlich von Enniskillen im County Fermanagh in Nordirland.
Ein Wedge Tomb (deutsch: Keilgrab, früher auch wedge-shaped gallery grave genannt) ist eine doppelwandige, ganglose, mehrheitlich ungegliederte Megalithanlage der späten Jungsteinzeit und der frühen Bronzezeit und typisch für die Westhälfte Irlands.
Das Keilgrab ist gut fasslich. Ein großer Deckstein mit Orthostaten bildet die Kammer. Auch der Cairn ist vorhanden.
In der Nähe liegen die kaum sichtbaren Reste eines zweiten Wedge Tombs.